# Opština Medveđa

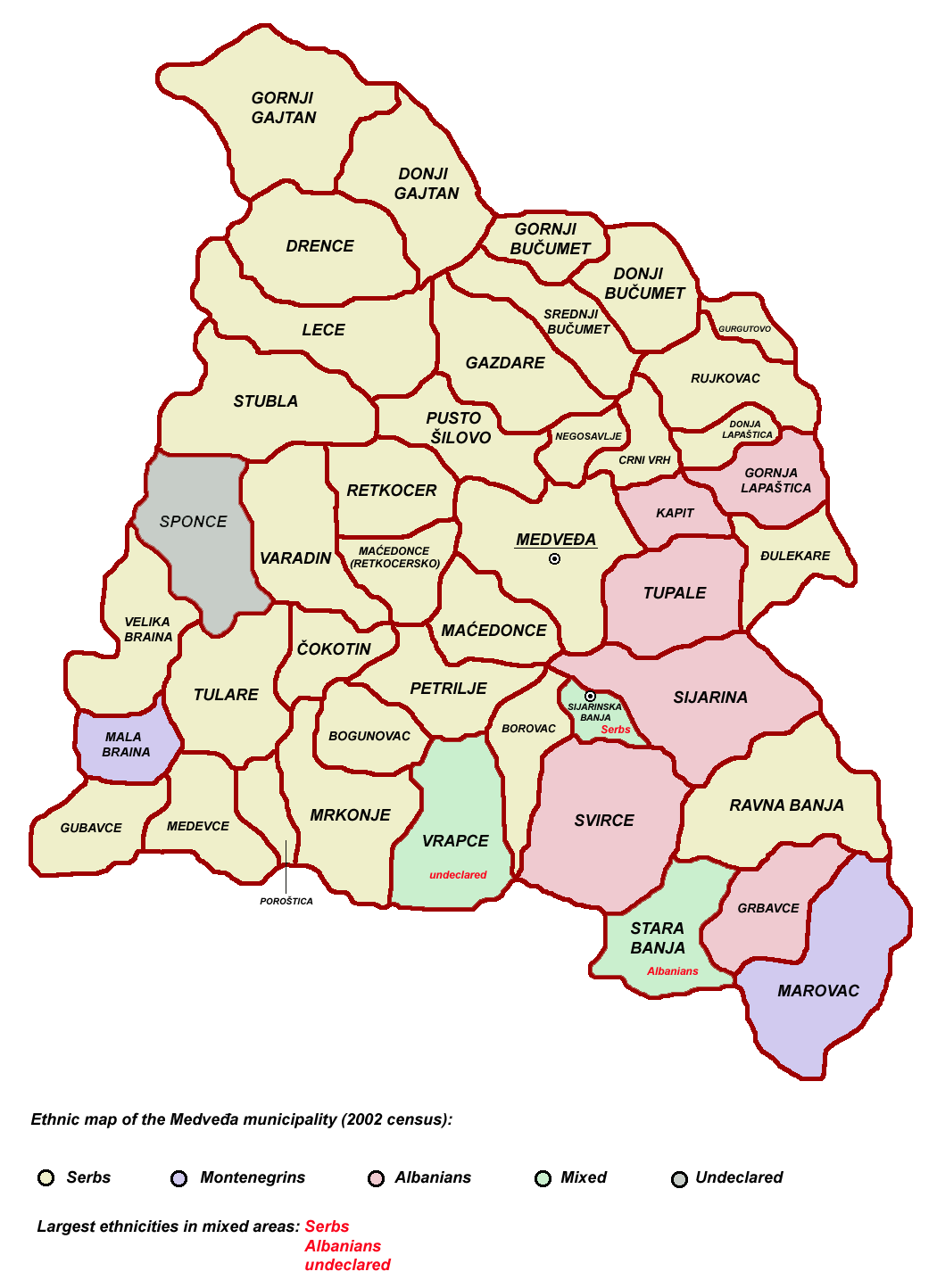
Ethnische Zusammensetzung der Gemeinde

Die Opština Medveđa (serbisch-kyrillisch Медвеђа; albanisch Medvegja oder auch Medvegjë) ist eine Opština im Süden Serbiens auf halber Strecke zwischen Leskovac und Pristina. Verwaltungssitz ist Medveđa. Die Grenze zum Kosovo im Südwesten ist nur 23 Kilometer entfernt.
Medveđa gehört zu den drei südserbischen Opštini mit einer signifikanten albanischen Bevölkerung, die hier jedoch anders als in der Opština Preševo und der Opština Bujanovac nicht die Mehrheit bilden. Die Fläche der Opština Medveđa beträgt 524 Quadratkilometer. In den insgesamt 44 Ortschaften der Gemeinde lebten nach der Volkszählung von 2002 10.760 Einwohner, von denen 85 Prozent Serben und 15 Prozent Albaner waren. Bei der Volkszählung 2011 wurden 7.438 Einwohner gezählt, wobei die Zählung von einem Teil der albanischen Bevölkerung boykottiert wurde.
Die Gemeinde umfasst folgende Orte:
- Bogunovac
- Borovac
- Varadin
- Velika Braina
- Vrapce
- Gazdare
- Gornja Lapaštica
- Gornji Bučumet
- Gornji Gajtan
- Grbavci
- Gubavce
- Gurgutovo
- Donja Lapaštica
- Donji Bučumet
- Donji Gajtan
- Drence
- Đulekare
- Kapit
- Lece
- Mala Braina
- Marovac
- Maćedonce
- Maćedonce (Retkocersko)
- Medveđa
- Medevce
- Mrkonje
- Negosavlje
- Petrilje
- Poroštica
- Pusto Šilovo
- Rama Banja
- Retkocer
- Rujkovac
- Svirca
- Sijarina
- Sijarinska Banja
- Sponce
- Srednji Bučumet
- Stara Banja
- Stubla
- Tulare
- Tupale
- Crni Vrh
- Čokotin